# 超自然现象3
《鬼入鏡3》（英語：Paranormal Activity 3，又譯《靈動：鬼影實錄3》）是2011年上映的超自然恐怖電影，由凱蒂·費瑟史東（Katie Featherston）和斯普雷吉·格雷登 （Sprague Grayden）主演，導演為Henry Joost和Ariel Schulman。它是《午夜系列》的第三套電影，並且是前兩集故事鬼入鏡和靈動：鬼影實錄的前傳。

## 故事大綱
故事講述於加州慘案發生之前的1988年，凱蒂和克莉絲蒂兒時同居的時候。其父親丹尼斯發現房屋屢屢發生怪事，因此於家中安裝閉路電視監察夜間的怪事。丹尼斯發現怪事就是克莉絲蒂於夜間離奇地走動，並和一陌生人托比對話。第二件怪事則是凱蒂開始對超自然著迷，一日竟面朝朝一面鏡子，並自言自語地讀出一些「招魂」咒語，並產生了異像。丹尼斯為了女兒的安全，遂帶女兒們離開了家。但真正的「怪事」才慢慢出現，而這些「怪事」竟和一個名字：「血腥瑪麗」有關。

## 演員陣容
- 克里斯多福·尼可拉斯·史密斯 飾 丹尼斯（Dennis）
- 羅倫·比特納 飾 茱莉（Julie）
- 克洛伊·琴蓋里飾 凱蒂（Katie）
  - 凱蒂·費瑟史東 飾 成年凱蒂（Adult Katie）
- 潔西卡·泰勒·布朗 飾 克莉絲蒂（Kristi）
  - 斯普雷吉·格雷登 飾 成年克莉絲蒂（Adult Kristi）
- 荷莉·福特 飾 露意絲奶奶（Grandma Lois）
- 達斯汀·英格蘭 飾 藍迪·羅森（Randy Rosen）
- 約翰娜·布萊迪 飾 褓姆麗莎（Lisa, the babysitter）
- 布萊恩·波蘭 飾 丹尼爾（Daniel）

## 票房
票房達到2億美元，名列本系列第一位。